# Wakacyjna przygoda
Wakacyjna przygoda – szósty z kolei album zespołu Fanatic wydany w roku 1992 na kasecie magnetofonowej przez wytwórnię Blue Star.
Nagrań dokonano w studio w Łodzi - realizacja: Wojciech Olejnik

## Lista utworów
Strona A
1. "Nie rób draki" (muz. Sławomir Osuchowski, sł. Sławomir Skręta)
2. "To nie tak jak myślałeś (muz. i sł. twórcy ludowi)
3. "Twe czarne oczy" (muz. twórcy ludowi, sł. Sławomir Skręta)
4. "Odejdź już (muz. Sławomir Osuchowski, sł. Sławomir Skręta)

Strona B
1. "Kochaj mnie" (sł. Sławomir Osuchowski)
2. "Los Angeles" (muz. i sł. twórcy ludowi)
3. "Spadaj mała" (Remix '92) (muz. i sł. twórcy ludowi)
4. "Zawsze sam" (muz. zapożyczona, sł. M. Szumowski)

## Skład zespołu
- Jerzy Ślubowski - instrumenty klawiszowe, bas, vocal
- Leszek Nowakowski - instrumenty klawiszowe, vocal
- Sławomir Osuchowski - instrumenty klawiszowe, vocal
- Sławomir Skręta - manager zespołu